# Pierre Délèze
Pierre Délèze (ur. 25 września 1958 w Nendaz) – szwajcarski lekkoatleta, średnio- i długodystansowiec, trzykrotny olimpijczyk.
Zdobył brązowy medal w biegu na 1500 metrów na mistrzostwach Europy juniorów w 1977 w Doniecku. Odpadł w eliminacjach tej konkurencji na mistrzostwach Europy w 1978 w Pradze, a na letniej uniwersjadzie w 1979 w Meksyku zdobył srebrny medal na tym dystansie.
Zdobył brązowy medal w biegu na 1500 metrów na halowych mistrzostwach Europy w 1980 w Sindelfingen, przegrywając jedynie z Thomasem Wessinghage z Republiki Federalnej Niemiec i Rayem Flynnem z Irlandii. Odpadł w eliminacjach tej konkurencji na igrzyskach olimpijskich w 1980 w Moskwie, a na halowych mistrzostwach Europy w 1982 w Mediolanie zajął w finale 7. miejsce. Zajął 7. miejsce w finale biegu na 1500 metrów na mistrzostwach Europy w 1982 w Atenach oraz 6. miejsce na tym dystansie na mistrzostwach świata w 1983 w Helsinkach.
Nie ukończył biegu eliminacyjnego na 1500 metrów na igrzyskach olimpijskich w 1984 w Los Angeles. Zajął 10. miejsce w biegu na 3000 metrów na światowych igrzyskach halowych w 1985 w Paryżu. Zajął 2. miejsce w cyklu zawodów Grand Prix w 1985 w biegu na 1500 metrów.
Zajął 7. miejsce w finale biegu na 5000 metrów na mistrzostwach Europy w 1986 w Stuttgarcie oraz 4. miejsce na tym dystansie na mistrzostwach świata w 1987 w Rzymie. Odpadł w eliminacjach biegu na 5000 metrów na igrzyskach olimpijskich w 1988 w Seulu.
Délèze był mistrzem Szwajcarii w biegu na 1500 metrów w 1978, 1980 i 1981 oraz w biegu na 5000 metrów w 1985.
Czterokrotnie poprawiał rekord Szwajcarii w biegu na 1500 metrów do wyniku 3:31,75, uzyskanego 21 sierpnia 1985 w Zurychu, raz w biegu na milę do rezultatu 3:50,39 (25 sierpnia 1982 w Koblencji) i dwukrotnie w biegu na 2000 metrów do czasu 4:54,45 (15 września 1987 w Lozannie). Są to aktualne (sierpień 2021) rekordy Szwajcarii. Jest także rekordzistą Szwajcarii w sztafecie 4 × 1500×metrów z wynikiem 15:10,75 (29 maja 1988 w Langenthal. W hali Délèze był dwukrotnym rekordzistą swego kraju w biegu na 1500 metrów do czasu 3:38,9 (2 marca 1980 w Sindelfingen) i trzykrotnie w biegu na milę do rezultatu 3:58,79 (12 marca 1987 w Walencji). Ten ostatni wynik jest aktualnym (sierpień 2021) rekordem Szwajcarii.
Pozostałe rekordy życiowe Délèze’a:
- bieg na 3000 metrów – 7:43,46 (2 sierpnia 1988, Monako)
- bieg na 5000 metrów – 13:15,31 (7 lipca 1986, Helsinki)